# Centre des arts de la scène de Shizuoka
Le Centre des arts de la scène de Shizuoka (静岡県舞台芸術センター ; shizuokaken butai geijutsu sentâ en japonais) ou Shizuoka Performing Arts Center, dit SPAC, est un théâtre public japonais créé en 1995 par la préfecture de Shizuoka. Sur la scène japonaise, le SPAC est le seul organisme artistique public à disposer non seulement d'une troupe d'acteurs et d'actrices permanente, mais aussi d'équipes techniques et  de production  pour programmer, financer et mettre en place des œuvres depuis leur conceptualisation jusqu'à leur représentation. Il est également le premier théâtre japonais à avoir été fondé sur le modèle occidental d'un système de direction artistique.Le SPAC a pour but de produire des œuvres artistiques, tout en s'engageant dans des échanges culturels internationaux via les liens créés avec des artistes et des dramaturges du monde entier. Il œuvre à la mise en place de programmes pour la création, la représentation de performances artistiques, l’éducation, ainsi que de programmes d’échanges et de collaboration avec des artistes et des institutions du Japon et d’outre-mer. Il s’agit de pièces de théâtre, mais aussi d’ateliers, de danses et de performances. Son siège et ses bureaux principaux sont situés au sein du Centre des arts conventionnels de Shizuoka (静岡県コンベンションアーツセンター ; shizuokaken konbenshon âtsu sentâ） , dans le quartier Suruga-ku de la ville de Shizuoka.
Sa devise est « Le Théâtre est une fenêtre pour regarder le monde ».

## Vue d'ensemble
Le SPAC possède, de par sa création par décret, le statut d'établissement d'utilité publique. 

Lors de sa création, la préfecture a défini ses objectifs dans l’article 3 de son statut :
« Aboutir à la création d’œuvres d’art de renommée mondiale et développer des moyens humains pour la recherche de nouvelles formes d’expressivité, ce qui conduira à une amélioration de la vie culturelle des citoyens de la région de Shizuoka ».

## Historique
La mise en place officielle du SPAC a lieu en 1995. Tadashi Suzuki est nommé à sa tête en  tant que directeur artistique général. Le parc des  Arts de la scène de Shizuoka ouvre officiellement en 1997 avec « Le roi Lear », mis en scène  par Tadashi Suzuki. Le Théâtre des Arts de Shizuoka, quant à lui, fait son ouverture officielle en 1998, avec « Dionysos » et « Kachikachi Yama », mis en scène par Tadashi Suzuki. 
En 2000, le SPAC crée un festival de théâtre international, le « Festival du Printemps des Arts de  Shizuoka ».
Satoshi Miyagi succède à Suzuki à la tête du SPAC en 2007, en tant que directeur artistique général.

## Locaux
Le SPAC est réparti en deux ensembles : un théâtre situé dans la ville-même de Shizuoka : le théâtre des Arts de Shizuoka, et un complexe étendu situé à l’écart de la ville : le parc des Arts de la scène de Shizuoka.

### Le théâtre des Arts de Shizuoka
Le théâtre des Arts de Shizuoka est le principal organe de gestion, de création et de représentation du SPAC. Situé au sein du Centre de convention des arts Shizuoka (Granship), il a été conçu par l'architecte Arata Isozaki. Il abrite l’ensemble de la chaîne de production des œuvres qui y sont représentées. Ces locaux contiennent, en plus de la salle de représentation principale, une salle de répétitions, un café, les bureaux de l’équipe de production et de l’équipe administrative de la préfecture, les loges des artistes, les salles des équipes technique, ainsi que les ateliers de création des décors, costumes et accessoires.

### Le parc des Arts de la scène de Shizuoka
Le parc des Arts de la scène de Shizuoka permet la tenue d’ateliers, de performances artistiques, de répétitions et de conférences. Il a été établi sur le plateau Nihondaira qui surplombe la ville et fait face au Mont Fuji. En pleine nature tout en étant proche de la ville, il possède une superficie d’approximativement vingt hectares. Il est pourvu d’un centre administratif et de logements entourés par des forêts de bambous et des champs de thé. Ces logements sont dédiés aux intervenants extérieurs et étrangers mais permettent  aussi aux équipes artistiques de se retirer à l’écart de la ville afin de bénéficier d’une atmosphère propice à la création en partageant le gîte. Ce complexe est particulièrement actif au cours de l’été, lors du Festival mondial du théâtre de Shizuoka sous le Mont Fuji.

## Activités

### Répertoire
Depuis son ouverture en 1995, le SPAC a constitué un répertoire de plus de 500 œuvres.
La première des missions du SPAC est la production d’œuvres théâtrales. Le Théâtre produit des œuvres du répertoire classique, notamment des œuvres japonaises comme « L’Histoire du fantôme de Yotsuya » (« Tôkaidô Yotsuya Kaidan », octobre 2016, mis en scène par Nakano Maki). C’est une des histoires de fantôme japonaises les plus célèbres qui a inspiré tout un pan de la culture du genre horrifique au Japon. On y trouve également de nombreux classiques d’Europe : Shakespeare avec « Hamlet » (février 2015, mis en scène par Satoshi Miyagi) ou « Roméo et Juliette » (février 2016), ou Molière avec par exemple « Le Malade imaginaire » (octobre 2010, mis en scène par Nozoe Seiji).
Il faut noter la proportion importante d’œuvres qui illustrent la coopération artistique entre le Japon et le reste du monde, et notamment la France, avec par exemple « Mahabharata » (été 2014, mis en scène par Miyagi Satoshi), présenté au festival d'Avignon et choisi pour inaugurer le théâtre du musée du Quai Branly. Il s’agit de la réécriture d’un mythe indien dans une forme traditionnelle japonaise. Ou encore « A Juggler’s Tale » (octobre 2013, mis en scène par Yudi Tajudin), œuvre basée sur le livre de l’Allemand Michael Ende, mis en scène par l’Indonésien Yudi Tajudin avec des acteurs et actrices japonais. On peut également citer dans ces coopérations une œuvre franco-japonaise, « Intérieur » (octobre 2015, mis en scène par Claude Régy).
Le SPAC propose aussi des œuvres locales, avec « Takaki Kanomono » (novembre 2016, mis en scène par Kanji Furutachi), dont l’intrigue se déroule au cœur-même de la région de Shizuoka. Il faut noter que le SPAC produit aussi bien des œuvres « classiques » que « modernes », il ne se limite pas dans la forme mais est guidé par une ligne dramaturgique.
Ces pièces sont produites et représentées en majorité au sein du Théâtre des arts de Shizuoka, au rythme d’une par mois en moyenne. L’existence d’une salle de répétition et d’une salle de représentation permet de préparer une pièce tandis qu’une autre se produit.
Par ailleurs, le SPAC s’est doté de tout un pan d’activités en dehors du cycle de représentation des pièces principales.

### Le Festival Mondial de Théâtre de Shizuoka sous le Mont Fuji
Anciennement Festival du Printemps des Arts de Shizuoka, ce festival a lieu en juin, au Parc des Arts de la scène de Shizuoka. Il réunit des acteurs, des metteurs en scène et des dramaturges du monde entier. C’est l’occasion de rencontres entre les professionnels du secteur, et pour le public japonais d’aborder tout un panel d’œuvres artistiques difficilement accessibles en temps normal sur le territoire.
Certaines collaborations entre le SPAC et des institutions ou des personnalités étrangères sont parfois présentées à cette occasion. Ce fut le cas de « Intérieur », issu d'une coopération entre le metteur en scène français Claude Régy et la troupe du SPAC. Le spectacle fut présenté lors du Festival en juin 2013.

### Formation de ressources humaines
Depuis l'arrivée de Satoshi Miyagi à la tête du SPAC, ce dernier supervise la création de troupes de danseurs composés de collégiens et de lycéens et leur permet de se produire sur scène à différentes époques de l'année. Des pièces jouées uniquement par des élèves sont représentées chaque année au Théâtre des arts de Shizuoka.

### Festival d'Avignon
En juillet 2014, le SPAC a présenté, sous la direction de Miyagi, le « Mahabharata - Nalacharitam » au festival d'Avignon. Présenté en japonais et surtitré en français, du 7 au 19 juillet à la carrière de Boulbon, cette version de l'épopée indienne rencontre un succès aussi bien public que critique,.
En juillet 2017, c'est avec « Antigone » que s'ouvre la 71e édition du festival d'Avignon, mis en scène par Miyagi. Le SPAC investit pour l'occasion la Cour d'honneur du Palais des Papes, avec une mise en scène de l’œuvre de Sophocle dans laquelle on retrouve à la fois la division d'un rôle entre deux acteurs, telle que Miyagi la pratique, et des éléments de jeux d'ombre et de miroir qui emplissent cette cour qui peut accueillir jusqu'à 2 000 personnes. « Antigone » remporte pour l'occasion un franc succès dont les échos retentissent dans toute la presse,.

## Personnalités
- Suzuki Tadashi
- Satoshi Miyagi